# Hirschfeld-Eddy-Stiftung

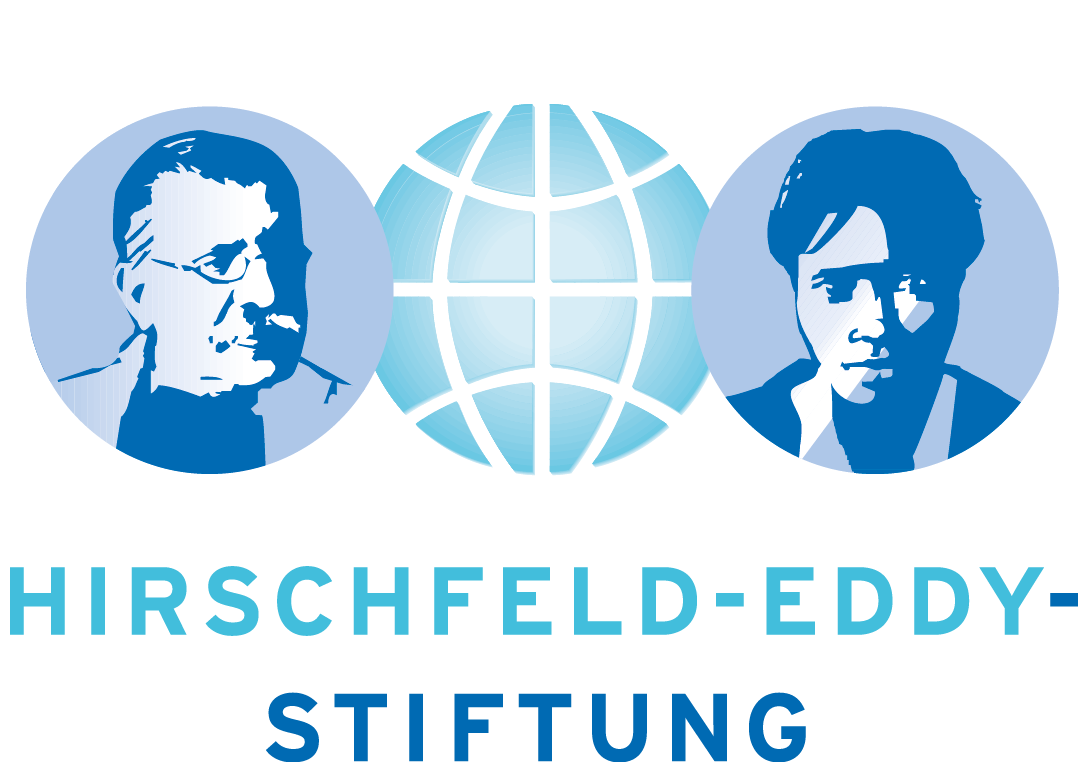
Logo fundacji

Hirschfeld-Eddy-Stiftung – fundacja zajmująca się ochroną praw człowieka w odniesieniu do gejów, lesbijek, biseksualistów i transseksualistów. Założona w czerwcu 2007 roku w Berlinie. Celem fundacji jest działalność na polu międzynarodowym samodzielnie lub wespół z innymi organizacjami o pokrewnych celach na rzecz równouprawnienia mniejszości seksualnych na świecie. M.in. w czerwcu 2010 zorganizowali w Rydze wspólnie z łotewską organizacja LGBT „Mozaika” i litewskim Centrum Praw Człowieka Międzynarodową Konferencję 'Prawa Człowieka i homoseksualizm – wczoraj, dziś i jutro’. W maju 2008 przedstawiciele Fundacji brali udział w specjalnej Sesji Zgromadzenia Ogólnego ONZ poświęconej prawom tych mniejszości na świecie. Sesja zorganizowana była w Międzynarodowym Dniu Przeciw Homofobii.
Nazwa fundacji przypomina o dwóch osobach, które wniosły wiele do walki o poszanowanie praw człowieka osób LGBT – Magnusie Hirschfeldzie (1868-1935), niemieckim psychologu, seksuologu i działaczu na rzecz praw człowieka oraz FannyAnn Eddy (1974-2004), obrończyni praw lesbijek w Sierra Leone, która została zamordowana w 2004 roku.